# Писарский, Владимир Васильевич
Влади́мир Васи́льевич Писа́рский (имя при рождении — Влади́мир Алекса́ндрович Сычево́й; род. 27 февраля 1996, Красноперекопск, АР Крым) — российский футболист, нападающий. Мастер спорта России (2025).

## Клубная карьера
Родился в Красноперекопске. Футболом увлёкся на улице, а после седьмого класса на четыре года переехал в училище олимпийского резерва в Краснолесье, где профессионально занимался футболом у первого тренера Николая Горожиенко. Воспитанник симферопольского футбола. С 2010 по 2013 год выступал в детско-юношеской футбольной лиге Украины за симферопольское Училище олимпийского резерва.
В 2016—2020 годах играл за «Крымтеплицу». В сезоне 2016/17 вместе с командой стал серебряным призёром чемпионата КФС. Лучший бомбардир чемпионата КФС сезона 2019/20. Победитель Суперкубка КФС 2020 года. В составе сборной Крымского федерального университета дважды становился чемпионом Национальной студенческой футбольной лиги.
12 октября 2020 года перешёл в омский «Иртыш». На следующий день состоялся его дебют за команду, против «Акрона» из Тольятти. Свой первый гол за клуб забил 7 ноября, поразив ворота песчанокопской «Чайки» и принеся команде ничью — 2:2. В своём первом сезоне в российском футболе провёл 25 матчей и забил 5 голов.
19 июля 2021 года пополнил состав «Оренбурга». Дебют состоялся в 1-м туре ФНЛ, где Писарский сыграл 59 минут против астраханского «Волгаря». Первый гол забил 25 августа в групповом этапе Кубка России, поразив ворота ставропольского «Динамо». По итогам сезона ФНЛ 2021/22 стал бронзовым призёром Первого дивизиона, и победив в стыковых матчах, получил право играть в РПЛ.
17 июля 2022 года дебютировал за «Оренбург» в Российской премьер-лиге, заменив Кирилла Капленко на 74-й минуте матча 1-го тура РПЛ 2022/23 против «Крыльев Советов». Спустя неделю оформил хет-трик в ворота «Урала» в рамках 2-го тура чемпионата, при этом первый из голов забил уже на 18-й секунде после выхода на замену. 15 октября оформил дубль в ворота московского «Динамо» (2:3), а 23 октября дважды поразил ворота ЦСКА. 13 ноября 2022 года в матче 17-го тура против «Краснодара» оформил очередной хет-трик. По итогам осенний части РПЛ делил с Квинси Промесом первую строчку лучших бомбардиров чемпионата, забив за 17 туров 14 мячей (2 — с пенальти).
25 декабря 2022 года подписал контракт на 3,5 года с «Крыльями Советов». Самарский клуб воспользовался опцией выкупа игрока за 100 млн рублей (1,35 млн евро). 23 февраля 2023 года дебютировал в кубковом матче против московского «Динамо» (2:1), в котором также забил свой первый мяч за клуб.
9 июня 2023 года официально сменил фамилию и отчество, став Влади́миром Васи́льевичем Писа́рским.
16 августа 2024 года на правах аренды перешёл в «Сочи». В сезоне 2024/25 с командой занял 5-е место в Первой лиге и по итогам стыковых матчей поднялся в РПЛ.

### Дело Писарского о ставках
28 мая 2025 на 38-й минуте стыкового матча против «Пари НН» Писарский грубо нарушил правила и получил желтую карточку. Арбитр Сергей Карасёв посмотрев видеоповтор изменил решение и показал игроку красную карточку. Вскоре после матча появилась информация об умышленном нарушении правил Писарским с целью выигрыша на соответствующей ставке в букмекерской конторе. В день матча Писарский перевел своему другу крупную сумму денег, на которую приятель выставил десятки ставок на матч «Сочи» — «Пари НН». По данным «Рейтинга Букмекеров» среди этих ставок не было прямой ставки на удаление Писарского, часть ставок оказалась выигрышной, часть проиграла, однако букмекер отказался выплатить выигрыш по удачным ставкам. РФС для разъяснения ситуации сделал запрос в букмекерскую контору для отслеживания действий Писарского и его приятеля. Сам Владимир Писарский по своей инициативе прошел проверку на полиграфе, которая не выявила связи между действиями футболиста и ставками его приятеля.
Комитет по этике Российского Футбольного Союза отстранил Писарского от профессиональной футбольной деятельности на 4 года, 3 из них условно.

## Карьера в сборной
В ноябре 2022 года стало известно, что футболист получил вызов в национальную сборную России на ноябрьский учебно-тренировочный сбор и 2 товарищеских матча. 17 ноября 2022 года дебютировал за сборную во встрече против Таджикистана, проведя на поле весь второй тайм. Таким образом, Писарский стал первым футболистом в истории «Оренбурга», сыгравшим за сборную России. Во второй игре против Узбекистана остался на скамейке запасных.

## Вне футбола
21 августа 2023 года за рулём автомобиля Mercedes-Benz AMG попал в ДТП в Самаре, выехав на встречную полосу. В аварии никто не пострадал.

## Статистика выступлений

### Клубная
| Выступление      | Выступление      | Выступление      | Лига | Лига | Кубки | Кубки | Стыковые матчи | Стыковые матчи | Итого | Итого |
| Клуб             | Лига             | Сезон            | Игры | Голы | Игры  | Голы  | Игры           | Голы           | Игры  | Голы  |
| ---------------- | ---------------- | ---------------- | ---- | ---- | ----- | ----- | -------------- | -------------- | ----- | ----- |
| Иртыш            | ФНЛ              | 2020/21          | 25   | 5    | 0     | 0     | —              | —              | 25    | 5     |
| Иртыш            | Итого            | Итого            | 25   | 5    | 0     | 0     | —              | —              | 25    | 5     |
| Оренбург         | Первый дивизион  | 2021/22          | 30   | 6    | 2     | 1     | 2              | 0              | 34    | 7     |
| Оренбург         | РПЛ              | 2022/23          | 15   | 14   | 4     | 3     | —              | —              | 19    | 17    |
| Оренбург         | Итого            | Итого            | 45   | 20   | 6     | 4     | 2              | 0              | 53    | 24    |
| Крылья Советов   | РПЛ              | 2022/23          | 11   | 0    | 5     | 3     | —              | —              | 16    | 3     |
| Крылья Советов   | РПЛ              | 2023/24          | 18   | 3    | 4     | 1     | —              | —              | 22    | 4     |
| Крылья Советов   | РПЛ              | 2024/25          | 1    | 0    | 1     | 0     | —              | —              | 2     | 0     |
| Крылья Советов   | Итого            | Итого            | 30   | 3    | 10    | 4     | —              | —              | 40    | 7     |
| → Сочи           | Первая лига      | 2024/25          | 28   | 6    | 1     | 0     | 1              | 0              | 30    | 6     |
| → Сочи           | Итого            | Итого            | 28   | 6    | 1     | 0     | 1              | 0              | 30    | 6     |
| Всего за карьеру | Всего за карьеру | Всего за карьеру | 128  | 34   | 17    | 8     | 3              | 0              | 148   | 42    |

### Матчи за сборную
| Матчи Писарского за сборную России | Матчи Писарского за сборную России | Матчи Писарского за сборную России | Матчи Писарского за сборную России | Матчи Писарского за сборную России | Матчи Писарского за сборную России |
| №                                  | Дата                               | Оппонент                           | Счёт                               | Голы                               | Соревнование                       |
| ---------------------------------- | ---------------------------------- | ---------------------------------- | ---------------------------------- | ---------------------------------- | ---------------------------------- |
| 1                                  | 17 ноября 2022                     | Таджикистан                        | 0:0                                | —                                  | Товарищеский матч                  |

Итого: 1 матч / 0 голов; 0 побед, 1 ничья, 0 поражений.

## Достижения
«Оренбург»
- Бронзовый призёр Первого дивизиона: 2021/22